# تبلیغات

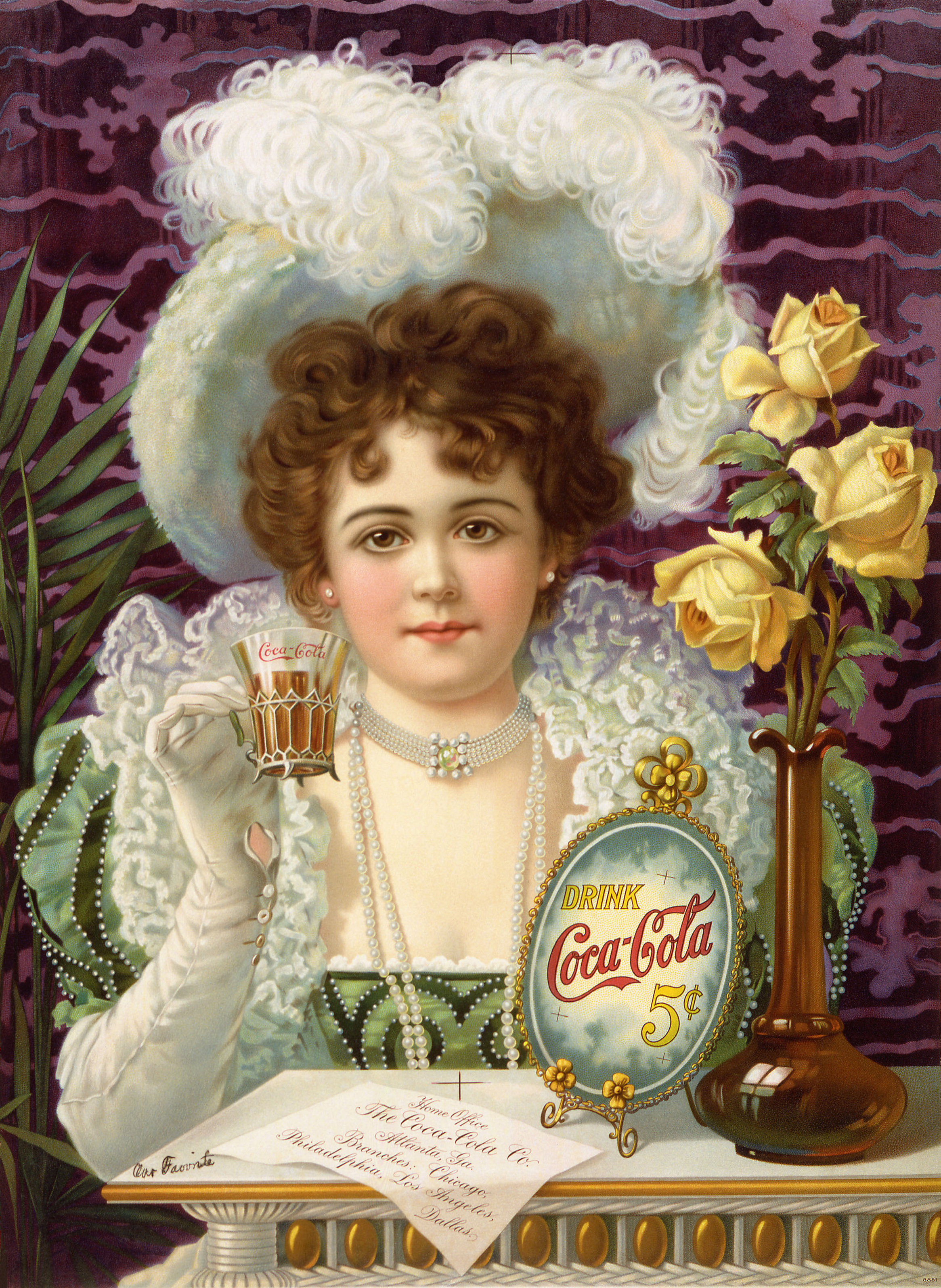
هنر تجاری، تبلیغات کوکاکولا در سال‌های ۱۸۹۰

تبلیغات روش و تکنیک‌هایی است که برای جلب توجه به یک محصول یا خدمات به کار می‌رود. هدف تبلیغات این است که یک محصول یا خدمات را در کانون توجه قرار دهد به این امید که توجه مصرف‌کنندگان را جلب کند. معمولاً برای تبلیغ یک کالا یا خدمات خاص استفاده می‌شود، اما طیف وسیعی از کاربردها وجود دارد که رایج‌ترین آنها تبلیغات بازرگانی است.
تبلیغات بازرگانی اغلب به دنبال ایجاد افزایش مصرف محصولات یا خدمات خود از طریق «برندسازی» هستند که نام یا تصویر محصول را با کیفیت‌های خاصی در ذهن مصرف‌کنندگان مرتبط می‌کند. از سوی دیگر، تبلیغاتی که قصد فروش فوری را دارند به عنوان تبلیغات پاسخ مستقیم شناخته می‌شوند.
نهادهای غیرتجاری که بیش از محصولات یا خدمات مصرفی تبلیغ می‌کنند شامل احزاب سیاسی، گروه‌های ذینفع، سازمان‌های مذهبی و سازمان‌های دولتی می‌شوند. سازمان‌های غیرانتفاعی ممکن است از روش‌های مجانی متقاعدسازی، مانند اعلان خدمات عمومی استفاده کنند. همچنین ممکن است تبلیغات به کارمندان یا سهامداران اطمینان دهد که یک شرکت قابل دوام یا موفق است.
تبلیغات ریشه در زندگی اجتماعی انسان‌ها دارد و عملی است که در آن فروشنده یا تولیدکننده با انجام امری سعی دارد که خریدار بالقوه را از تولید محصول موردنظر آگاه کند.
تبلیغات، پیامی است که فرستنده‌اش برای دریافت پاسخ از گیرنده، با هدایت او در جهت پیشبرد اهدافی خاص، تلاش می‌کند. ما به وسیلهٔ یک مدل تبلیغاتی، از چگونگی به کار بردن ارتباطات اطلاعی و اقناعی برای رسیدن به یک ارتباطات تبلیغی، آگاه می‌شویم.

## معناشناسی
اصطلاح تبلیغات ریشه در واژه‌های «کنگرگاتیو دی پروپاگاندا فید» یا کنگره ترویج ایمان دارد که در سال ۱۶۲۲، کلیسای کاتولیک برپا نمود. این کنگره بخشی از اقدامات ضد اصلاح‌طلبی کلیسا بود و مطابق تعریف لاسول در کتاب «فنون تبلیغات در جنگ جهانی» تبلیغات منحصراً به کنترل عقیده با نمادهای مهم نظیر گزارش‌ها، شایعات، تصاویر و دیگر اشکال ارتباط جمعی می‌پردازد. لاسول در سال ۱۹۳۷ تعریفی به شرح زیر ارائه داد: «تبلیغات در کلی‌ترین معنی، فن اثرگذاری بر عمل انسانی از راه دستکاری نمودگارهاست. این نمودگارها ممکن است شکل گفتاری، نوشتاری، تصویری یا موسیقایی بگیرد».
اصطلاح تبلیغات تا پیش از تأسیس «مجمع مقدس تبلیغ ایمان در کلیسای کاتولیک روم»، اصطلاحی بی‌طرف بود که در جهت پیشبرد یک عقیده خاص و معین به‌کار می‌رفت. بعد از آن به یک اصطلاح ایدئولوژیک، به آن معنا که بی‌طرف و خنثی نیست، تبدیل شد. به همین علت هرگاه حرف از تبلیغات می‌شود، معنی‌های منفی تبلیغات مانند: شست‌وشوی مغزی، کنترل ذهن، نیرنگ، تحریف و… به ذهن‌مان می‌رسد.

## تاریخچه
آنچه که امروز به عنوان تبلیغات نو و جدید می‌شناسیم، ریشه در اواخر سدهٔ نوزدهم و اوایل سدهٔ بیستم در کشور ایالات متحده دارد. اما به‌طور کلی برای تبلیغات اعم از سیاسی یا تجاری، می‌توان سه دوره تاریخی قبل از انقلاب گوتنبرگ و اختراع و تکمیل ماشین چاپ در سال ۱۴۵۰ را در نظر گرفت:
1. دوره علایم حجاری شده بر روی کاسهها، کوزه‌های سفالی و…
2. نشانه‌ها و تبلیغ روی دیوارها و سنگ‌نوشته‌ها
3. جارچی‌های شهر

البته تمام فرهنگ‌ها و تمدن‌های گذشته، هر کدام به شیوهٔ خود تبلیغات را داشته‌اند؛ به عنوان مثال راه‌های تبلیغ دین در ادیان مختلف بسیار زیرکانه است و پس از گذشت قرن‌ها صیقل خورده و حرفه‌ای است؛ مثل آئین سخنوری، خطابه و همچنین متون مذهبی که به عنوان ادعیه و احادیث متداول است.
استفاده از تبلیغات برای به‌کار گرفتن ارادهٔ دیگران، مدیریت افکار عمومی و سوق دادن عموم افراد در جهت دستیابی به اهدافی معین، پیشینهٔ تاریخی دارد.

### تبلیغات در دوران باستان
از دوران ما قبل تاریخ، تصاویری بر روی دیوارهٔ غارهای قدیمی نقش بسته که مربوط به سازندگان اشیای ابتدائی است و به نوعی نمایش و تبلیغ توانایی‌ها و کالاهای آنان بوده‌است.
استفاده از تکنیک‌ها و راه و روش‌هایی برای تغییر افکار و رفتار انسان‌ها را می‌توان در دوران باستان هم نظاره کرد. مصنوعات باقی مانده از تمدن‌های ابتدایی بشر، نشان‌دهندهٔ استفادهٔ آن‌ها از فنون تبلیغاتی برای القای عظمت قدرتی است که حکم‌رانان و کشیشان اعمال می‌کردند.

#### تبلیغات در یونان باستان
با ظهور تمدن یونان، کاربرد نظام‌مند تبلیغ در زندگی نظامی و غیرنظامی آغاز شد. مجسمه‌ها، معابد و عمارت‌ها که نماد قدرت دانسته می‌شدند، نمونه‌ای از تبلیغات بودند. نمونه‌ای مهم از تبلیغات در یونان باستان، به جنگ ایرانیان تحت سلطنت داریوش و خشایارشا و یونانیان بازمی‌گردد. در این جنگ، زمانی که یونانیان از پیروزی ناامید شده بودند، فرمانده آتنی با هدف گمراه کردن سپاه ایران مجموعه‌ای پیام با اطلاعات گمراه‌کننده برای خشایارشا فرستاد. این پیام‌ها به گونه‌ای تنظیم شده بودند که گویا از منابع خودی هستند، مبنی بر اینکه تعدادی از نظامیان یونانی که از دولت‌شهرهای کوچک به سپاه او پیوسته بودند، به‌زودی شورش خواهند کرد. این پیام باعث شد که خشایارشا از آن افراد استفاده نکند. تمیستوکلس (فرمانده آتنی)، این اطلاعات انحرافی و گمراه‌کننده را تا آن‌جا ادامه داد که خشایارشاه نیروهایش را برای گرفتن نیروهای یونانی که گمان کرد به سوی او بازمی‌گردند، اعزام کرد. در آخر هم تلاش کرد تا خشایارشاه را به حمله یونانیان در این شرایط نامساعد و نامناسب تحریک کند. در این جنگ، فرمانده آتنی با آگاهی از موفقیت تبلیغاتی که زمینهٔ قوی حقیقت را دارند، با پیروزی نقطهٔ عطفی در تاریخ را رقم زد.

### تبلیغات در امپراطوری روم
در زمان اپراطوری روم، جولیوس سزار برای این‌که مردم از جمهوری‌خواهی فاصله گرفته و حکومت سلطنتی را بپذیرند، نه تنها از تهدید، ترس، زور و اسارت در جهت رسیدن به خواسته‌اش استفاده نکرد بلکه تلاش کرد با تأثیرگذاری روی ذهنیت مردم، همکاری آن‌ها برای حفظ حکومت سلطنتی فراهم آورد. او می‌دانست برای جلب مردم به سوی سبک زندگی رومی و پذیرش اپراطوری روم، باید قدرت روم را به شیوه‌های مختلف در معرض نمایش بگذارد. او بخش اعظمی از غنائم به دست آمده از فتوحات نظامی‌اش را به این اختصاص می‌داد که با ساخت ساختمان‌های باشکوه و مجلل با سبک خاصی از معماری، مجسمه، شعر و ادبیات، موسیقی، نمایش و سکه، قدرت و عظمت امپراطوری روم را نشان بدهد. سکه‌هایی با تصاویر و نمادهای حک شده از دلاوری‌ها و قدرت‌مندی‌های امپراطوری روم که به شکل گسترده‌ای میان مردم رد و بدل می‌شد، نمونهٔ خاصی از تبلیغات توده‌وار در آن زمان بود. درواقع جولیوس سزار برای نشان دادن قدرت و عظمت روم، به پیروزی‌ها و دلاوری‌های نظامی بسنده نکرده و از فرهنگ و هنر نیز در جهت نشان دادن و تثبیت قدرت پادشاهی روم استفاده کرد.

### تبلیغات در قرن هجدهم
در قرن هجدهم به موازات پیشرفت صنعت چاپ، کاغذسازی و حمل‌ونقل، پیام‌ها میان مخاطبان بیشتری انتشار می‌یافتند؛ بنابراین پیشرفت در صنعت چاپ از یک سو و گسترش حمل‌ونقل از سوی دیگر بر روی تلاش مردم در جهت رسیدن به آزادی‌های سیاسی بیشتر و شکل‌گیری انقلاب‌ها، تأثیر بسیاری گذاشت. در آن دوره استفاده از کاریکاتور و تصاویر، از آن‌جا که محدودیت متن برای افراد بی‌سواد را نداشت، رونق یافت. کاریکاتورها یا برای تقویت یک موضع سیاسی و تحقیر مواضع دیگر به‌کار می‌رفتند یا برای بیان نکات اخلاقی. این کاریکاتورها و تصاویر، نقش به‌سزایی در شکل‌گیری افکار سیاسی داشت و زبان جدیدی برای تبلیغات دانسته می‌شد.

#### تبلیغات در انقلاب آمریکا
آنچه در گسترش ایدئولوژی‌های انقلابی در آمریکا نقش داشت، اشاعه افکار با بهره‌مندی از صنعت چاپ بود، البته باید توجه داشت که مستعمرهنشینان آمریکا افراد باسوادی بودند و به توسعهٔ این ایدئولوژی‌ها سرعت می‌بخشیدند. در آن دوره، رساله‌ها و روزنامه‌ها رونق بسیاری داشتند. نمونهٔ مهمی از رساله‌ها، «عقل سلیم» توماس پین بود که به عنوان اولین تبلیغ‌گر در انقلاب آمریکا شناخته می‌شود. هدف توماس پین به گفتهٔ خودش «استفاده از قدرت تفکر و چرخش زبان برای دست‌یابی به نتیجه روشنی است که تنها به نکته مورد نظر بپرداز و نه چیز دیگر» بود. او زبانی ساده و صریح داشت و برای تحقیر و تمسخر مخالفان، از شوخی و طنز نیز استفاده می‌کرد. اگرچه جنگ تعدادی از روزنامه‌ها را با تلاش انگلیسی‌ها غیرفعال کرده بود اما روزنامه‌ها همچنان پابرجا بودند و تقاضا برای روزنامه افزایش یافته بود. علاوه بر دست به دست شدن یک روزنامه در دست افراد مختلف و بیان اخبار و مسائل برای یکدیگر به صورت شفاهی، ۴۰/۰۰۰ خانوار روزنامه می‌خواندند. بعد از پایان جنگ نیز روزنامه‌ها و مطبوعات دست از فعالیت برنداشتند چراکه در ایجاد افکار عمومی و اتحاد نقش مهمی داشتند. از چالش‌های بعد از جنگ برای آن‌ها، طراحی برنامه‌های تبلیغاتی در جهت حفظ بقای سیاسی و تجاری بود.

### تبلیغات درانقلاب فرانسه
ناپلئون بناپارت نیز در جهت نشان دادن قدرت خویش، گزارش‌هایی از دلاوری‌های نظامی‌اش را مکتوب کرد. او می‌دانست باید مردم را متقاعد کند که منافع کشور را در جهت حفظ امپراطوری از منافع فردی، جان و مال خود مهم‌تر بدانند و این‌گونه در هر شرایطی دارای یک ارتش بزرگ بود. ساختمان‌های باشکوه و مجلل با معماری رومی و مصری و طاق‌نصرت‌ها، بیانگر قدرت و عظمت او بودند. از دیگر سلاح‌های تبلیغاتی مهم او، برگزاری همه‌پرسی بود که از تکنیک‌های مورد علاقهٔ حکومت‌های دیکتاتوری بود.

### تبلیغات در قرن نوزدهم
با اختراع ماشین چاپ با نیروی بخار و نیروی برق، تبلیغات سیاسی و اقتصادی رواج یافتند. در طول قرن نوزدهم، سرعت انتقال پیام به مخاطبان شهری افزایش یافت. استفاده از تبلیغات در جنگ‌ها، نشان‌دهندهٔ وجود آگاهی نسبت به اهمیت و قدرت تبلیغات در قرن ۱۹ و ۲۰ بود. تبلیغات به معنای مدرن خود در قرن ۱۹ ظهور کرد و در قرن ۲۰ در لایه لایهٔ زندگی اجتماعی، اقتصادی و سیاسی قرار گرفت.

### تبلیغات در جنگ جهانی اول
تبلیغات در زمان جنگ جهانی اول، برای جلب تعاون و همکاری مردم ضروریت داشت. از طریق رادیو، فیلم، داستان‌های خبری، تصاویر، سخنرانی‌ها، موعظه، کتاب، پوستر، بیلبوردها و شایعات، اطلاعاتی که روحیهٔ میهن‌پرستی را تقویت و نفرت از دشمن را افزایش می‌دادند، منتشر می‌شدند و افکار عمومی را شکل می‌دادند. در کنار تبلیغاتی که محتوایی واقعی و دقیق داشتند، تبلیغاتی اغراق‌آمیز و نادرست نیز در جهت نشان دادن بی‌رحمی‌های دشمن انتشار می‌یافتند. نمونهٔ مهمی از این نوع تبلیغ توسط متفقین به‌کار گرفته شد، آن‌ها با آگاهی از این‌که در آلمان واژهٔ «کَداور» در مفهموم جسد، به‌جای لاشهٔ حیوان استفاده می‌شود. با استفاده از این واژه داستانی از این‌که آلمانی‌ها، اجساد سربازان خود را برای گرفتن چربی می‌جوشانند، ساختند.

### تبلیغات در جنگ جهانی دوم
با آغاز جنگ جهانی دوم، موضوعاتی مانند تبلیغ، ضدتبلیغ، نگرش و اقناع، مورد توجه محققان حوزهٔ روان‌شناسی و روان‌شناسی اجتماعی قرار گرفت. آن‌ها سعی بر فهم و اندازه‌گیری اثرات تبلیغ داشتند. محققانی مانند اسپیر و اوتیس، کارکرد تبلیغات را «رسیدن به هدف اصلی جنگ (پیروزی)، بدون عملیات خشونت‌آمیز یا با حداقل هزینه و تلفات انسانی» دانستند. به باور آن‌ها، تا پیش از جنگ، تبلیغات در نقش بدیلی برای خشونت فیزیکی و پس از جنگ، مکملی برای خشونت فیزیکی می‌بود. اندیشمندان مکتب فرانکفورت مانند ماکس هورکهایمر و تئودور آدرنو، با توجه به تأثیرات بلند مدت محتوای رسانه‌ها، از باورها و ارزش‌هایی که توسط رسانه‌ها بازتاب داده می‌شدند، نگران بودند. به عبارتی می‌توان گفت تأثیرگذاری و سوءاستفاده از تبلیغات بود که توجه محققان و پژوهشگران را به این موضوع جلب کرد و پس از اهمیت تبلیغات و استفاده از آن برای همگان آشکار کرد.

### تبلیغات در عصر حاضر
ظرفیت استفاده از روش‌های جدید و مبتکرانه در تبلیغات قرن بیست و یکم با توجه به توسعهٔ فناوری‌های ارتباطی مانند تلفن‌همراه، آی‌پاد، ماهواره ارتباطی، شبکه بی‌سیم برای رایانه‌ها، دوربین دیجیتال و… افزایش یافت. اینترنت که از اوایل ۱۹۹۰ رشد کرد نیز در این دوره، محدودیت رسانه‌های سنتی و قدیمی‌تر (روزنامه و تلویزیون) که تحت کنترل بیشتری بودند را نداشت. به عبارتی آزادی و دسترسی آسان، آن را به نیرویی قدرتمند و ضروری در تبلیغات تبدیل کرد.

## تبلیغات در موبایل
تبلیغات در موبایل که به تازگی آغاز شده‌است، شامل نمایش بنر در پایین اپلیکیشن‌های موبایل، ارسال نوتیفیکیشن و… می‌باشد.
توجه داشته باشید که تبلیغات در موبایل و تبلت، هزینهٔ کمتری نسبت به سایت‌های اینترنتی دارند.
این روش از تبلیغ، آمار و ارقام خوبی برای تجزیه و تحلیل بازار در اختیار شما قرار خواهد داد، که منجر به بهینه‌سازی عملکرد شما و شناسایی نیاز مردم خواهد شد.

## انواع تبلیغات
تبلیغات از نظر صحت اطلاعات و اعتبار منابع به سه دستهٔ سفید، سیاه و خاکستری تقسیم می‌شوند.

### تبلیغات سفید
تبلیغات سفید یا آشکار، دارای منبعی معتبر، شناخته شده و محتوای دارای صحت است. نمونه‌ای از تبلیغات سفید در دوران صلح از رادیو مسکو و صدای آمریکا شنیده می‌شد. جشن‌های ملی نیز نمونه‌ای از تبلیغات سفید به حساب می‌آیند. با این تعریف می‌توان جشن نوروز را نوعی تبلیغ سفید دانست. ثبت آگهی تبلیغاتی هم نوعی دیگر از تبلیغات سفید و مفید برای کسب و کارها، رویداد و… است.

#### تبلیغات سیاه
تبلیغات سیاه یا «دروغی بزرگ» منبعی مخفی و نامشخص دارند، به افراد اشتباه نسبت داده می‌شوند و انواع فریب‌کاری، دروغ و داستان‌پردازی را برای فریب دادن مخاطب به‌کار می‌برند. در تبلیغات سیاه، تبلیغ‌گر و فرستندهٔ پیام باید مخاطبان را در چارچوب‌های اجتماعی، فرهنگی و سیاسی به درستی شناسایی کند چراکه اگر مخاطب نسبت به پیام مشکوک شود، احتمال شکست تبلیغات وجود دارد. نمونه‌ای از تبلیغات سیاه به پیش از حملهٔ هیتلر به بریتانیا بازمی‌گردد. در آن زمان یک عملیات مخفی آلمانی جهت تضعیف روحیهٔ مردم بریتانیا طراحی شده بود، وزیر تبلیغات هیتلر در یک رادیوی انگلیسی که گویا توسط ناراضیان انگلیسی مشغول به فعالیت بود، هر روز زمان خاصی برنامه اجرا می‌کرد که با آواز لاک لومند آغاز و با عبارت «خدا پادشاه را حفظ کند» پایان می‌یافت.

##### تبلیغات خاکستری
تبلیغات خاکستری حد وسط تبلیغات سیاه و سفید است. در این نوع از تبلیغات، منبع می‌تواند مشخص یا نامشخص و معتبر یا نامعتبر باشد. نمونه‌ای از تبلیغات خاکستری، انتشار نامه‌های سربازان در روزنامه‌های آمریکا است که از موفقیت بازسازی عراق در سال ۲۰۰۳ سخن گفته بودند. اگرچه اطلاعات درون نامه‌ها صحت داشتند اما سربازانی که نام‌شان در این نامه‌ها ذکر شده بود، نوشتن این نامه‌ها را تکذییب کرددند.

## کتاب
- پراتکانیس، آنتونی؛ ارنسون، الیوت (۱۳۹۷) عصر تبلیغات، ترجمه کاووس سیدامامی و محمدصادق عباسی. تهران: سروش.
- پل، ریچارد؛ الدر، لیندا (۱۳۹۹) چگونه سوگیری تبلیغات را در رسانه‌ها تشخیص بدهیم، ترجمه مهدی خسروانی. تهران: فرهنگ نشر نو.
- جاوت، گارث؛ ادانل، ویکتوریا (۱۳۹۶) تبلیغات و اقناع، ترجمه حسین افخمی. تهران: مؤسسهٔ همشهری